# Å̃
Å̃ (minuscule : å̃), appelé A rond en chef accent tilde, est une lettre latine utilisée dans l’écriture du tsolyáni.
Il s’agit de la lettre A diacritée d’un rond en chef et d’un tilde.

## Représentations informatiques
Le A rond en chef tilde peut être représenté avec les caractères Unicode suivants : 
- composé et normalisé NFC (supplément latin-1, diacritiques)[1] :

| formes    | représentations | chaînes de caractères | points de code | descriptions                                             |
| --------- | --------------- | --------------------- | -------------- | -------------------------------------------------------- |
| capitale  | Å̃               | Å◌̃                    | U+00C5 U+0303  | lettre majuscule latine a rond en chef diacritique tilde |
| minuscule | å̃               | å◌̃                    | U+00E5 U+0303  | lettre minuscule latine a rond en chef diacritique tilde |

- décomposé et normalisé NFD (latin de base, diacritiques) :

| formes    | représentations | chaînes de caractères | points de code       | descriptions                                                         |
| --------- | --------------- | --------------------- | -------------------- | -------------------------------------------------------------------- |
| capitale  | Å̃               | A◌̊◌̃                   | U+0041 U+030A U+0303 | lettre majuscule latine a diacritique rond en chef diacritique tilde |
| minuscule | å̃               | a◌̊◌̃                   | U+0061 U+030A U+0303 | lettre minuscule latine a diacritique rond en chef diacritique tilde |